# 구스타프 그뤼드겐스

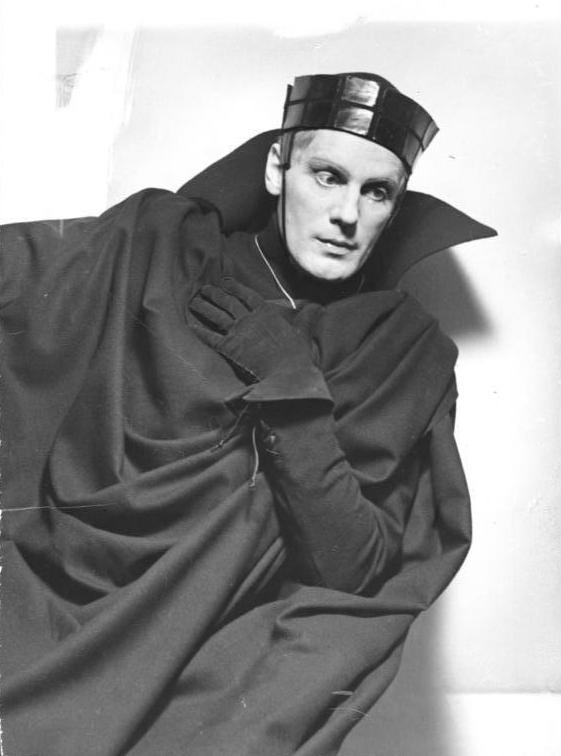
구스타프 그뤼드겐스

구스타프 그뤼드겐스(Gustaf Gründgens, 1899년 12월 22일 ~ 1963년 10월 7일)는 독일의 배우이자 연출가다.
전체적인 성격배우이며, 특히 전후에는 극장성(性)의 회복이라는 어려운 일을 성취했을 뿐만 아니라 앙상블 통솔자로서도 수완을 보여, 함부르크에 있어서 그의 에폭을 창조했다.